# Ủy ban Hành chính Lâm thời Nam Bộ
Ủy ban Hành chính Lâm thời Nam Bộ hay còn gọi là Lâm ủy Hành chính Nam Bộ là chính quyền lâm thời tại miền Nam Việt Nam do kỳ bộ Nam Kỳ của Việt Minh thành lập ngày 25/8/1945.

## Thành viên
Ủy ban Hành chính Lâm thời Nam Bộ gồm các thành viên do kỳ bộ Việt Minh cử ra:
- Trần Văn Giàu: Chủ tịch Ủy ban Hành chính Lâm thời Nam Bộ
- Nguyễn Văn Tạo: Ủy viên trưởng Nội vụ
- Nguyễn Phi Hoanh: Ủy viên trưởng Tài chính
- Phạm Ngọc Thạch: Ủy viên trưởng Ngoại giao
- Hoàng Đôn Văn: Ủy viên trưởng Lao động
- Dương Bạch Mai: Ủy viên trưởng Quốc gia tự vệ cuộc
- Nguyễn Thanh Sơn: Thanh tra chính trị
- Ngô Tấn Nhơn: Ủy viên trưởng Kinh tế
- Huỳnh Văn Tiểng: Ủy viên trưởng Tuyên huấn và Thanh niên

 Huỳnh Phú Sổ : Uỷ Viên "Đặc Biệt"